# Sammaljoki kyrka
Sammaljoki kyrka (finska: Sammaljoen kirkko) är en kyrka i Sammaljoki i Sastamala. Den ursprungliga kyrkan invigdes 1834, men brann ner under finska inbördeskriget. Den planerades av Ilmari Launis, och invigdes 1924.